# Maxime Ouattara
Maxime Ouattara (ur. 10 stycznia 1995 w Bouaflé) – burkiński piłkarz grający na pozycji obrońcy. Od 2020 jest zawodnikiem klubu US des Forces Armées.

## Kariera klubowa
Swoją karierę piłkarską Ouattara rozpoczął w klubie AS SONABEL. W sezonie 2011/2012 zadebiutował w jego barwach w pierwszej lidze burkińskiej. W debiutanckim sezonie wywalczył z nim wicemistrzostwo Burkiny Faso. Grał w nim do 2017 roku. W sezonie 2017/2018 grał w Salitas FC, z którym zdobył Puchar Burkiny Faso. W sezonie 2018/2019 był piłkarzem Rail Club du Kadiogo, a w sezonie 2019/2020 - AS Douanes Wagadugu. W 2020 przeszedł do US des Forces Armées.

## Kariera reprezentacyjna
W reprezentacji Burkiny Faso Ouattara zadebiutował 12 maja 2015 w zremisowanym 0:0 towarzyskim meczu z Kazachstanem, rozegranym w Ałmaty. Od 2015 do 2018 wystąpił w kadrze narodowej 6 razy.